# Isotoma gulliveri
Isotoma gulliveri är en klockväxtart som beskrevs av Ferdinand von Mueller. Isotoma gulliveri ingår i släktet Isotoma och familjen klockväxter. Inga underarter finns listade i Catalogue of Life.